# Верхний Мелекесс
Верхний Мелекесс (чув. Çӳлти Мелекес) — село в Новомайнском городском поселении Мелекесского района Ульяновской области.

## География
Находится на берегу реки Малый Авраль на расстоянии примерно 12 километров на восток по прямой от районного центра города Димитровград.

## История
Основано в XVIII веке. 
На 1889 год в чувашской деревне в 74 дворах жило: 228 муж., а общее число жителей 819 человек. Имелось 2 ветрянные мельницы. 
В 1901 году на средства прихожан, была построена однопрестольная, здание и колокольня деревянные, на каменном фундаменте церковь во имя Архистратига Божия Михаила, освящена 02.10.1901 года епископом Гурием . С1901 года при церкви в собственном здании была открыта церковно-приходская школа. В 1936 году церковь переделали в дом-соцкультуры. Осенью 2006 года было начато строительство нового кирпичного храма Архистратига Божия Михаила. Строительство было начато: «Тщанием и по инициативе Веры Петровны Евстифеевой». В 2008 году был официально зарегистрирован церковный приход, регулярно по праздникам стали совершаться богослужения.
В 1910 году в селе было 180 дворов, 1138 жителей, церковь и школа.

## Население
Население составляло 532 человека в 2002 году (чуваши 78%), 588 по переписи 2010 года.

## Инфраструктура
В селе имеются магазины, школа, есть фельдшерский пункт и почта, расположенные в одном здании. Действует Михайловская церковь (с 2006).